# 아나시촌 (오사카부)
아나시촌(일본어: 穴師村)은 일본 오사카부 이즈미군·센보쿠군에 설치되었던 촌이다. 현재의 이즈미오쓰시 남동부에 해당한다.